# چوسان ایلبو
چوسان ایلبو (انگلیسی: The Chosun Ilbo) شرکت رسانه‌ای کره جنوبی است، که در سال ۱۹۲۰ تأسیس شد.